# Illa Iujni
L'illa Iujni o illa del Sud (rus: Южный о́стров, Iujni óstrov) és una illa àrtica russa. És l'illa meridional de l'arxipèlag de Nova Terra i es troba al sud de l'illa Séverni, de la qual és separada per l'estret estret de Màtotxkin. A l'oest hi ha el mar de Barents i, a l'est el mar de Kara. Té una superfície de 33.275 km², cosa que la converteix en la 41a illa més gran del món.
Originalment era la llar dels nenets, però l'illa va ser evacuada majoritàriament durant la dècada de 1950 per a la realització de diverses proves nuclears. L'assentament més important és Belúixia Gubà.